# Kakadu černý
Kakadu černý (Calyptorhynchus funereus) je druh papouška kakadu z rodu Calyptorhynchus.
Vyskytuje se v jihovýchodní Austrálii. Často jej lze vidět i v zastavěných částech metropolí jako jsou Sydney nebo Melbourne.

## Původ pojmenování
Kakadu černý byl poprvé popsán anglickým přírodovědcem Georgem Shawem. Současné pojmenování druhu pochází z Řeckého καλυπτός (calyptos) – „skrytý“ a ῥύγχος (rhynchos) – „zobák“.

## Popis
Dospělí ptáci mohou dosáhnout délky 55–65 cm a mohou vážit více než 800 gramů. Jejich peří má hnědočerné zabarvení se světlejšími okraji. Na stranách hlavy mají světle žlutý kruh. Žluté zbarvení mají i na spodní straně krajních ocasních per. Zobák je tmavošedý, duhovka oka je tmavohnědá, neopeřený kruh kolem očí je světle růžový. Nohy tohoto papouška jsou zelenohnědé.
U samice je příušní část žlutá a nahé okruží očí je tmavošedé. Mladí samci jsou podobní dospělé samici.

## Hnízdění

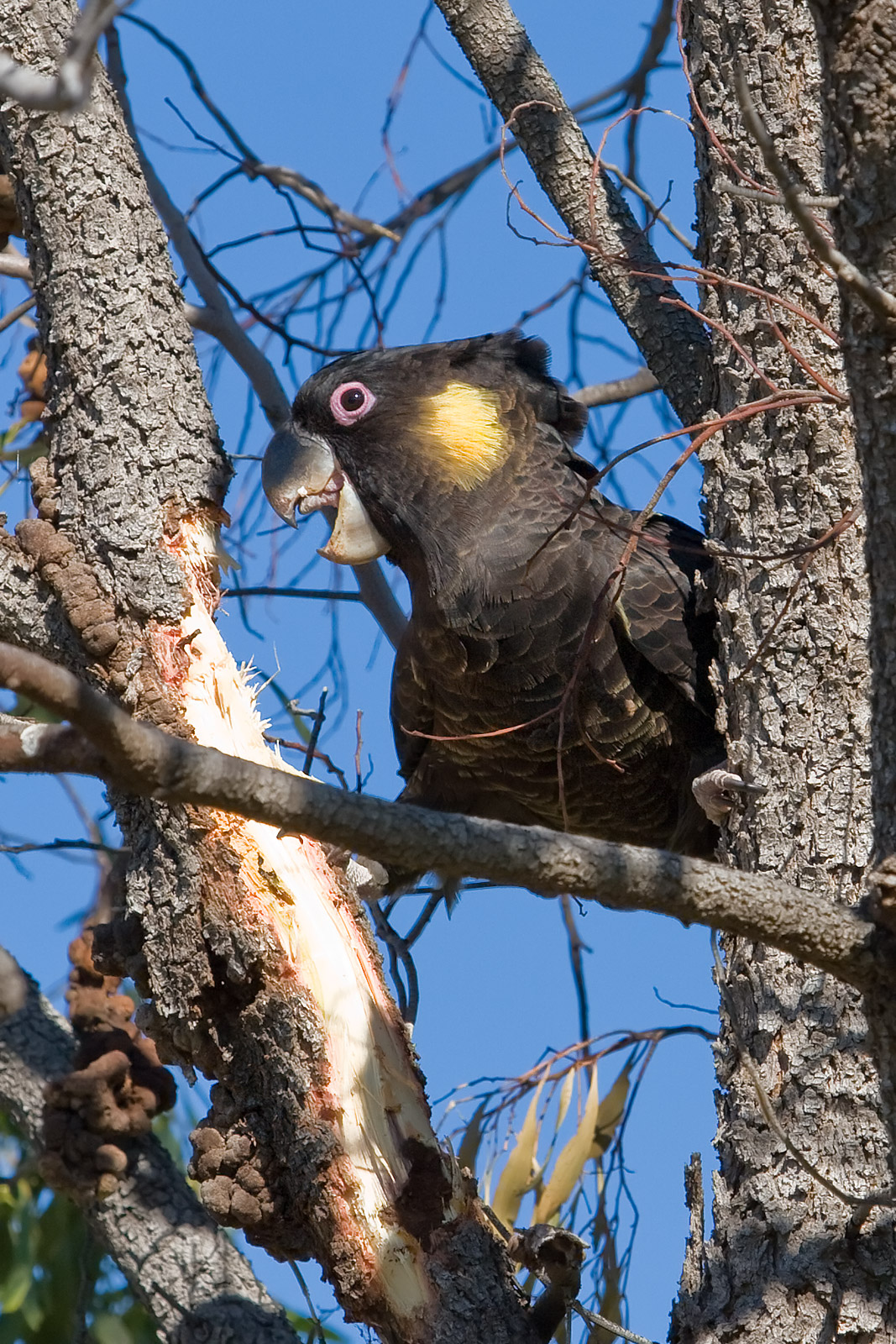
Kakadu černý loupající kůru stromu

Kakadu černý má dlouhé období hnízdění. Hnízdo připravují oba ptáci v páru (samec i samice) ve velkých dutinách stromů. Na jednom až dvou snesených vejcích sedí samice, samec ji během inkubace přikrmuje. Snáší většinou 1–2 vejce.

## Potrava
Přirozená potrava kakadu černého je pestrá. Většinou se živí semeny stromů (převážně přesličníků, eukalyptů, akácií a banksií), ale i šiškami z borovice paprsčité. Mají také rádi larvy dřevokazného hmyzu, které žijí pod kůrou stromů.